# Limonia eos
Limonia eos là một loài ruồi trong họ Limoniidae. Chúng phân bố ở miền Cổ bắc.